# 일라리아 살바토리
일라리아 살바토리(이탈리아어: Ilaria Salvatori, 1979년 2월 5일~)는 이탈리아의 펜싱 선수로 주 종목은 플뢰레이다.

## 생애
2008년 베이징에서 열린 2008년 하계 올림픽의 여자 플뢰레 단체전에서 교체 선수로 참가하여 동메달을 획득하였다.
2012년 런던에서 열린 2012년 하계 올림픽의 여자 플뢰레 단체전에서도 교체 선수로 참가하였고, 여 대회에서 금메달을 획득하였다.